# エフェリーネ・ヴィドマー＝シュルンプフ
エヴェリン・ヴィドマー＝シュルンプフ（ドイツ語: Eveline Widmer-Schlumpf、1956年3月16日 - ）は、スイスの政治家、弁護士。2008年から同国の連邦参事会員を務め、2012年には連邦大統領となった。
既婚で、3人の子どもがいる。父は1979年から1987年まで連邦参事会員だったレオン・シュルンプフ。父が同職だった参事はウジェーヌ・リュフィに次いで2人目、女性の参事は6人目である。

## 経歴

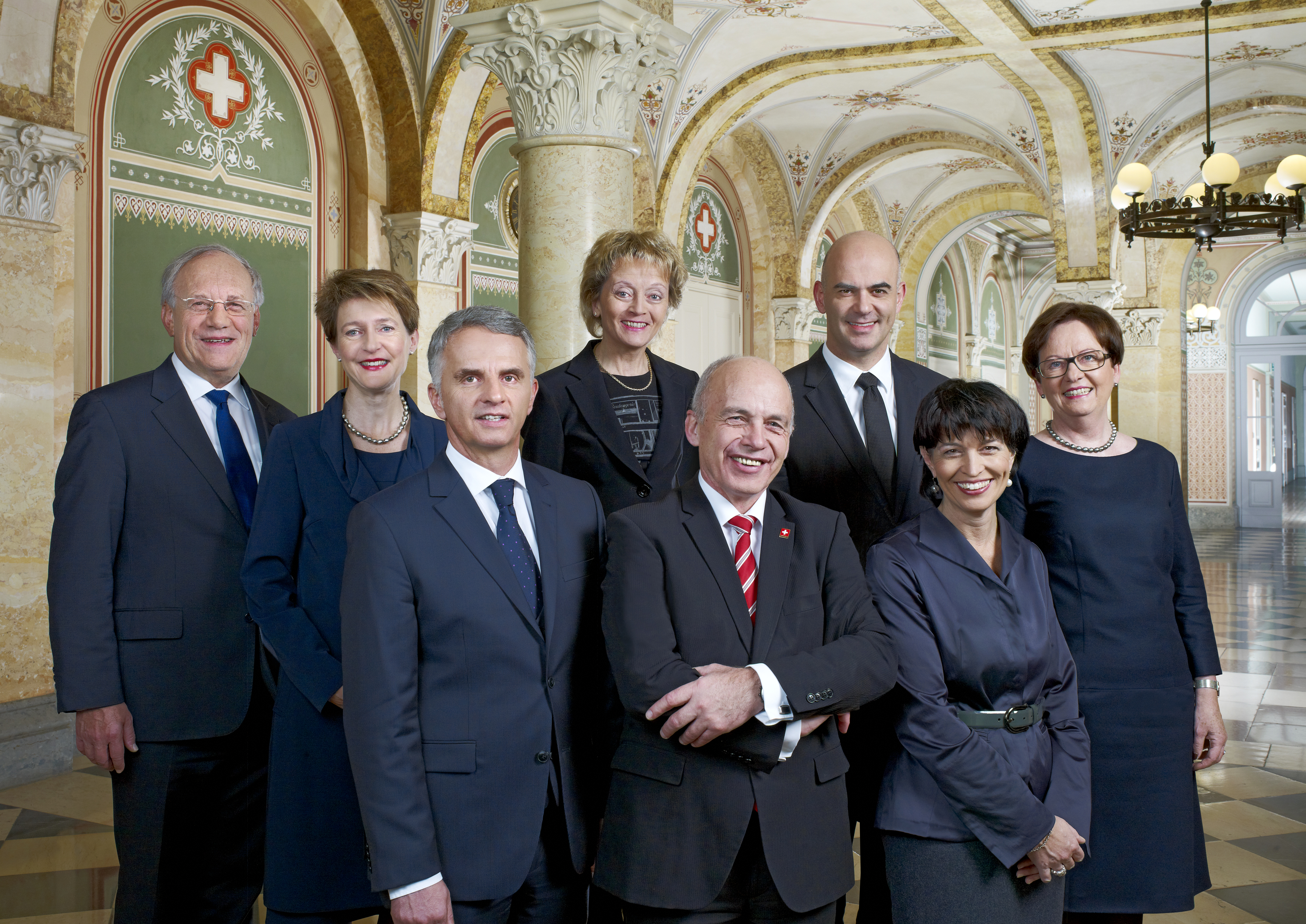
連邦参事会のメンバー7人と連邦事務総長（2012年）。左からヨハン・シュナイダー＝アマン、シモネッタ・ソマルーガ、ディディエ・ビュルカルテ、ヴィドマー＝シュルンプフ、ウエリ・マウラー、アラン・ベルセ、ドリス・ロイトハルト、コリーナ・カサノヴァ連邦事務総長。

チューリッヒ大学で1981年に法学士を、1990年に法学博士の学位を取得。1987年から1998年まで弁護士をしていた。1985年にトリンの地方裁判所判事に選ばれ、1991年から1997年までその長官を務めた。スイス国民党に所属し、1994年から1998年までグラウビュンデン州議会議員を務め、1998年には同州政府の参事に選ばれた。2001年と2005年に、グラウビュンデン州の大統領となった。
2007年12月12日の連邦参事会員選挙において、ヴィドマー＝シュルンプフはキリスト教民主党、社会民主党、緑の党からクリストフ・ブロッハーの対抗馬として候補者に指名された。第一回投票でブロッハーの111票を上回る116票を獲得し、第二回投票はヴィドマー＝シュルンプフが125票、ブロッハーが115票、白票や無効票が6票となり、彼女が参事に選出された。彼女はブロッハーが務めていた司法・警察大臣の座を引き継ぐことになった。
2010年の選挙で2人の参事が交代した後の人事異動で、ヴィドマー＝シュルンプフは退任したハンス＝ルドルフ・メルツの後任として財務大臣に着任した。
選挙後、スイス国民党の全国指導部は、党の支援を受けずに勝った選挙の結果を受け入れたヴィドマー＝シュルンプフは裏切り者であると党員に訴え、両者は激しく対立した。選挙が終わってまもなく、彼女は同僚のサミュエル・シュミットとともに、党の国会議員団の会合から締め出された。
さらにスイス政治史上前例のない展開として、2008年4月2日、党の全国指導部はただちに連邦参事会員を辞職し、離党するようヴィドマー＝シュルンプフに迫った。彼女がこれを断ると、全国総支部は6月1日、ヴィドマー＝シュルンプフを除名することを拒んだとして、党のグラウビュンデン州支部自体を除名した。スイスの政党は、法的には各州の党の連合体であるため、全国総支部が直接ヴィドマー＝シュルンプフを除名することはできなかった。これに対して、旧スイス国民党グラウビュンデン州支部はスイス保守民主党を結成した。シュミットが所属していた国民党のベルン支部もこれに合流した（マジック・フォーミュラーも参照）。
2011年、ヴィドマー＝シュルンプフはミシュリン・カルミー＝レイ大統領のもとで連邦副大統領を務めた。2011年12月14日、彼女は2012年の連邦大統領（女性大統領としては1999年のルート・ドライフス、2007年および2011年のカルミー＝レイ、2010年のドリス・ロイトハルトに次いで4人目）に選出された。連邦参事会員の交代が多かったため、大統領になったことのない参事のなかでは最も在任期間が長かった。

## 著書
- Voraussetzungen der Konzession bei Radio und Fernsehen. doctorate thesis. Helbing und Lichtenhahn, Basel 1990, ISBN 3-7190-1157-7.